# SG Sacavenense
Die Sport Grupo Sacavenense ist ein Sportverein aus Sacavém. Er ist vor allem für seine Fußballmannschaft bekannt, die 27 Spielzeiten zweitklassig und regelmäßig im Taça de Portugal antrat.

## Geschichte und Hintergrund
Der Klub wurde 1910 gegründet. Die Fußballmannschaft spielte lange Zeit im regionalen Ligabereich. Nachdem der Klub in den 1960er Jahren bereits zweitklassig gespielt hatte, stieg er 1971 erneut in die II Divisão auf und hielt sich dort drei Spielzeiten. 1978 gelang der erneute Aufstieg, dabei platzierte sich der Klub 1980 und 1982 jeweils auf dem vierten Tabellenplatz. 1984 folgte jedoch der erneute Abstieg, nach dem direkten Wiederaufstieg spielte er noch bis 1989 zweitklassig. Später rutschte der Klub wieder in den regionalen Ligabereich ab, ehe er in den 2010er Jahren zeitweise in der viertklassigen Terceira Divisão antrat. Nach einer Ligareform qualifizierte sich der Klub 2014 für die seinerzeit drittklassige Campeonato de Portugal, in der der Klub nach einer Herabstufung zu Viertklassigkeit in Folge einer Ligareform im Zuge der COVID-19-Pandemie in Portugal blieb. 2022 verpasste die Mannschaft dort in der Abstiegsrunde hinter GS Loures und SU Sintrense den Klassenerhalt.